# Quarrata
Quarrata är en ort och kommun i provinsen Pistoia i regionen Toscana, Italien. Kommunen hade 26 693 invånare (2018).
och gränsar till Agliana, Carmignano, Lamporecchio, Pistoia, Prato, Serravalle Pistoiese och Vinci.